# Umberto Barberis
Umberto Barberis   (Sion, 5 de juny de 1952) és un exfutbolista suís de la dècada de 1970.
Fou 54 cops internacional amb la selecció suïssa.
Pel que fa a clubs, defensà els colors de FC Sion, Grasshopper Zürich, Servette FC I AS Monaco.
Un cop retirat fou destacat entrenador.

## Palmarès
- Lliga suïssa de futbol: 1979, 1985
- Copa suïssa de futbol: 1974, 1978, 1979, 1984
- Copa de la Lliga suïssa de futbol: : 1975, 1977, 1979, 1980
- Coppa delle Alpi: 1976, 1978 1983
- Ligue 1: 1982
- Coupe de France: 1980